# 溫皐謨
温皋谟（？—？），字尔弼，號青霞，广东广州府東莞縣军籍。

## 生平
万历十三年（1585年）乙酉科广东乡试举人，四十一年（1613年）癸丑科進士，次年授吉水县知县，四十七年行取考選，天啓元年（1621年）正月选授试御史，四月补湖广道御史，二年六月弹劾神宗郑贵妃侄子郑养性。巡视南城，再次弹劾郑养性通夷，上以养性系国戚，不以为然。十二月巡按四川，陛辞，条安蜀八议。六年正月，巡按湖广，与巡抚姚宗文、郧阳抚治梁应泽疏请建魏忠贤生祠。崇祯元年五月被免职，二年二月考察京官，以浮躁浅露降一级调外任。

## 家族
曾祖温景芳。祖父温孟乾。父温一復，廪生，贈奉直大夫亳州知州。兄温可贞，字尔淳，万历十年举人，授亳州知州，移南安州，官至思南府同知。